# マルタ・ドマホフスカ
マルタ・ドマホフスカ（Marta Domachowska, 1986年1月16日 - ）は、ポーランド・ワルシャワ出身の女子プロテニス選手。2006年1月にオーストラリア・キャンベラ大会のダブルスで優勝し、当地の女性として初めてWTAツアーのダブルス・タイトルを獲得した選手である。シングルスの優勝はないが、3度の準優勝がある。シングルス自己最高ランキングは37位（2006年4月）。右利き、バックハンド・ストロークは両手打ち。

## 来歴
ドマホフスカは父親の勧めにより、8歳の時からポーランドの首都・ワルシャワのテニスクラブに通い始めた。彼女は2001年からプロテニス選手になったが、しばらくジュニアの大会に出場し、2003年全豪オープンのジュニア女子シングルスで準決勝に進んだことがある。2004年の全仏オープンで4大大会予選会に初出場。同年10月、ドマホフスカは韓国・ソウル大会で初めてのシングルス決勝戦に進出したが、第1シードのマリア・シャラポワに 1-6, 1-6 で完敗した。この活躍により、彼女は初めて世界ランキング100位以内に入った。
2005年5月、フランス・ストラスブール大会（全仏オープンの最後の前哨戦）で2度目のシングルス準優勝。2006年1月、ドマホフスカはオーストラリア・キャンベラ大会でロベルタ・ビンチ（イタリア）とコンビを組み、女子ツアー大会でダブルス初優勝を飾った。これはポーランドの女子選手がWTAツアーで獲得した最初のダブルス・タイトルである。同年2月後半のアメリカ・メンフィス大会で3度目のシングルス準優勝を記録した後、ドマホフスカはシングルスの自己最高ランキング「37位」をマークした。2006年10月に「ジャパン・オープン」で初来日した時は、2回戦で台湾の詹詠然に敗れた。
彼女はこれまで4大大会シングルスでの好成績が少なく、2005年ウィンブルドンから2007年全豪オープンまで5大会連続の1回戦敗退に終わり、2007年全仏オープンと全米オープンは予選会で敗退した。極度の不振に苦しんだ2007年シーズンの後、2008年全豪オープンを迎える。ドマホフスカは予選3回戦で日本の森田あゆみを破り、1年ぶりの4大大会本選復帰を決めると、本戦でも初めての4回戦に勝ち進んだ。初進出の4回戦では、第8シードのビーナス・ウィリアムズに 4-6, 4-6 で敗れた。この大会では、第29シードに選ばれたアグニエシュカ・ラドワンスカがベスト8に進み、ポーランドの女子選手が2人4回戦に勝ち残る快挙を見せた。同年のウィンブルドンでは、2回戦でドマホフスカとラドワンスカの“ポーランド対決”が実現し、ドマホフスカは第14シードのラドワンスカに 1-6, 3-6 で敗れた。
2009年は4大大会全てで初戦敗退を喫した。2010年は予選で敗退し4大大会には出場できなかった。ランキングを大きく下げてしまい女子ツアー下部大会でプレーしていたが、2015年2月のグルノーブルでの大会が最後になり、29歳で現役を引退した。
2013年から同じポーランドのテニス選手のイェジ・ヤノヴィッツと交際しており、2019年に第1子の長男を出産している。

## WTAツアー決勝進出結果

### シングルス: 3回 (0勝3敗)
| 大会グレード         |
| -------------------- |
| グランドスラム (0–0) |
| ティア I (0–0)       |
| ティア II (0–0)      |
| ティア III (0–2)     |
| ティア IV & V (0–1)  |

| 結果   | No. | 決勝日        | 大会           | サーフェス | 対戦相手                     | スコア        |
| ------ | --- | ------------- | -------------- | ---------- | ---------------------------- | ------------- |
| 準優勝 | 1.  | 2004年9月27日 | ソウル         | ハード     | マリア・シャラポワ           | 1–6, 1–6      |
| 準優勝 | 2.  | 2005年5月21日 | ストラスブール | クレー     | アナベル・メディナ・ガリゲス | 4–6, 3–6      |
| 準優勝 | 3.  | 2006年2月25日 | メンフィス     | ハード     | ソフィア・アルビドソン       | 2–6, 6–2, 3–6 |

### ダブルス: 5回 (1勝4敗)
| 結果   | No. | 決勝日        | 大会           | サーフェス | パートナー                   | 対戦相手                                                            | スコア                 |
| ------ | --- | ------------- | -------------- | ---------- | ---------------------------- | ------------------------------------------------------------------- | ---------------------- |
| 準優勝 | 1.  | 2005年2月6日  | パタヤ         | ハード     | シルビア・タラヤ             | マリオン・バルトリ アンナ＝レナ・グローネフェルト                   | 3–6, 2–6               |
| 準優勝 | 2.  | 2005年5月21日 | ストラスブール | クレー     | マルレーネ・ワインガルトナー | ロサ・マリア・アンドレス・ロドリゲス アンドレア・エリット＝ヴァンク | 3–6, 1–6               |
| 優勝   | 1.  | 2006年1月13日 | キャンベラ     | ハード     | ロベルタ・ビンチ             | クレイアー・カーラン リガ・デクメイエレ                             | 7–6(5), 6–3            |
| 準優勝 | 3.  | 2006年7月23日 | シンシナティ   | ハード     | サニア・ミルザ               | ヒセラ・ドゥルコ マリア・エレナ・カメリン                           | 4–6, 6–3, 2–6          |
| 準優勝 | 4.  | 2008年9月14日 | バリ           | ハード     | ナディア・ペトロワ           | 謝淑薇 彭帥                                                         | 7–6(4), 6–7(3), [7–10] |

## 4大大会シングルス成績
略語の説明
| W | F | SF | QF | #R | RR | Q# | LQ | A | Z# | PO | G | S | B | NMS | P | NH |

W=優勝, F=準優勝, SF=ベスト4, QF=ベスト8, #R=#回戦敗退, RR=ラウンドロビン敗退, Q#=予選#回戦敗退, LQ=予選敗退, A=大会不参加, Z#=デビスカップ/BJKカップ地域ゾーン, PO=デビスカップ/BJKカッププレーオフ, G=オリンピック金メダル, S=オリンピック銀メダル, B=オリンピック銅メダル, NMS=マスターズシリーズから降格, P=開催延期, NH=開催なし.
| 大会           | 2004 | 2005 | 2006 | 2007 | 2008 | 2009 | 2010 | 2011 | 2012 | 通算成績 |
| -------------- | ---- | ---- | ---- | ---- | ---- | ---- | ---- | ---- | ---- | -------- |
| 全豪オープン   | A    | 2R   | 1R   | 1R   | 4R   | 1R   | LQ   | A    | LQ   | 4-5      |
| 全仏オープン   | A    | 2R   | 1R   | LQ   | 2R   | 1R   | LQ   | A    | LQ   | 2-4      |
| ウィンブルドン | LQ   | 1R   | 1R   | A    | 2R   | 1R   | A    | A    | LQ   | 1-4      |
| 全米オープン   | LQ   | 1R   | 1R   | LQ   | 1R   | 1R   | LQ   | LQ   | LQ   | 0-4      |